# Боск-Фармс (Нью-Мексико)
Боск-Фармс (англ. Bosque Farms) — селище (англ. village) в США, в окрузі Валенсія штату Нью-Мексико. Населення — 4020 осіб (2020).

## Географія
Боск-Фармс розташований за координатами 34°50′52″ пн. ш. 106°42′2″ зх. д. / 34.84778° пн. ш. 106.70056° зх. д. (34.847751, -106.700475).  За даними Бюро перепису населення США в 2010 році селище мало площу 10,30 км², з яких 10,28 км² — суходіл та 0,02 км² — водойми.

## Демографія
Згідно з переписом 2010 року, у селищі мешкали 3904 особи в 1543 домогосподарствах у складі 1152 родин. Густота населення становила 379 осіб/км².  Було 1611 помешкання (156/км²).
Расовий склад населення:
| - 83,9 % — білих - 2,8 % — корінних американців - 0,6 % — азіатів - 0,4 % — чорних або афроамериканців - 9,2 % — осіб інших рас |

До двох чи більше рас належало 3,1 %. Частка іспаномовних становила 37,5 % від усіх жителів.
За віковим діапазоном населення розподілялося таким чином: 20,7 % — особи молодші 18 років, 61,7 % — особи у віці 18—64 років, 17,6 % — особи у віці 65 років та старші. Медіана віку мешканця становила 47,7 року. На 100 осіб жіночої статі у селищі припадало 96,2 чоловіків;  на 100 жінок у віці від 18 років та старших — 94,7 чоловіків також старших 18 років.
Середній дохід на одне домашнє господарство  становив 70 343 долари США (медіана — 55 000), а середній дохід на одну сім'ю — 79 960 доларів (медіана — 69 271). Медіана доходів становила 43 036 доларів для чоловіків та 40 946 доларів для жінок. За межею бідності перебувало 11,9 % осіб, у тому числі 23,1 % дітей у віці до 18 років та 3,1 % осіб у віці 65 років та старших.
Цивільне працевлаштоване населення становило 1695 осіб. Основні галузі зайнятості: освіта, охорона здоров'я та соціальна допомога — 20,4 %, будівництво — 13,0 %, мистецтво, розваги та відпочинок — 11,6 %, публічна адміністрація — 10,3 %.